# Juan Bautista Bellido Tirado
Juan Bautista Bellido Tirado (Castelló de la Plana, 20 d'agost de 1878 - 19 de maig de 1953) va ser un destacat metge i polític valencià, víctima de la repressió durant la dictadura franquista.
Llicenciat en Medicina per la Universitat de València el 1901, aviat va establir consulta mèdica a la ciutat i va aconseguir una posició acomodada. El 1904 va entrar a treballar com a metge interí a l'Hospital Provincial de Castelló. Va guanyar les oposicions a metge de sala el 1924 al mateix hospital, posant-se al capdavant del servei de Medicina. El 1930 va ser Degà de l'hospital fins a 1938 amb l'entrada dels revoltats a la ciutat durant la Guerra Civil. En el terreny polític va militar en el Partit Republicà Radical, que va abandonar per l'escàndol de l'estraperlo, i en la Unió Republicana de Diego Martínez Barrio. Va ser candidat a alcalde de la ciutat pel Front Popular, però fou derrotat per Vicent Tirado Gimeno, i compromissari per a l'elecció del president de la República.
Declarat el conflicte bèl·lic al juliol de 1936, Juan Bellido va estar al capdavant de la Junta de Sanitat Provincial atenent les seves obligacions com a metge durant tota la guerra. La ciutat va ser presa el 14 de juny de 1938 i Bellido va ser detingut l'endemà passat, ingressant a la presó. Se li va obrir expedient de depuració política de manera gairebé immediata i va ser destituït per "ser manifestament desafecte al Gloriós Moviment Nacional". Se li va obrir un procés que va concloure en un consell de guerra sumaríssim que el va condemnar a cadena perpètua, inhabilitació i al pagament d'indemnitzacions que es van cobrar via confiscació de béns, sent traslladat a la presó de Torrero a Saragossa. Va ser posat en llibertat condicional el 1940 després de successives commutacions de pena. El 1946 va rebre l'indult per la pena de presó pel delicte de rebel·lió, però no per les accessòries. A pesar que va sol·licitar el retorn com a metge a la institució provincial, li fou denegat diverses vegades, no podent exercir a la ciutat de Castelló per un temps, i per això va obrir consulta a Almassora fins que va poder tornar a la seva ciutat natal.